# نوح فليش
نوح فليش (بالإنجليزية: Noah Fleiss)‏ (و. 1984 – م) هو ممثل، وممثل تلفزيوني من الولايات المتحدة الأمريكية . ولد في وايت بلينس، نيويورك.

## روابط خارجية
- نوح فليش على موقع IMDb (الإنجليزية)
- نوح فليش على موقع ألو سيني (الفرنسية)
- نوح فليش على موقع أول موفي (الإنجليزية)
- نوح فليش على موقع قاعدة بيانات برودواي على الإنترنت (الإنجليزية)
- نوح فليش على موقع قاعدة بيانات الأفلام السويدية (السويدية)
- نوح فليش على موقع إن إن دي بي (الإنجليزية)
- نوح فليش على موقع قاعدة بيانات الفيلم (الإنجليزية)
- نوح فليش على موقع كينوبويسك (الروسية)